# Metropolitano de Salonica
O Metrô de Salonica é um sistema de transporte público subterrâneo para Salonica, na Grécia que iniciou as operações em 2024. Funciona sem condutores e tem 13 estações.

## História
A primeira iniciativa para a construção do Metrô de Salonica é Pilarinos Constantino, que era governador conseguiu incluir no orçamento para 1976 relatou: Thessaloniki. No entanto, a construção do metrô começou em Salonica por três anos 1986 - 1989, para o prefeito Sotiris Kouvela. De acordo com o então prefeito do projeto, o projeto inclui a concepção do comboio subterrâneo debaixo da Estrada Egnácia, originalmente parte da estrada entre Kaftatzoglou (Hospital Militar, Thessaloniki 424) e da Praça da República (Vardar). A primeira parte do comboio entre a Praça e começou Fountains SNTH 424. Assim o tráfego na Estrada Egnácia limitado a duas faixas em cada sentido, e desmantelou a ilha nesta seção (é por isso que existe agora uma ilha na parte oriental do 3 setembro). A construção foi feita pelo método de escavação do solo e criar túneis colocando vigas metálicas e concreto armado. Tem lentamente durante cerca de 2 anos, devido as dificuldades de financiamento, e, pouco antes de deixar o gabinete do prefeito, Sotiris Kouvelas nomeado como o recém-criado instituição financeira municipal, a Televisão Salonica (TV100), que como sempre prejudicial não conseguiu fazer o seu trabalho.
O projeto começou por leilão novamente em 1992, seguido de uma série de áspero e sem um descendente até 2006.

## Projeto
A construção do tão aguardado Metrô de Salonica começou em junho de 2006 e deveria estar concluída em finais de 2012. Embora primeiro planejado na década de 1980, que levou quase 20 anos depois para o trabalho ser iniciado. Isso ocorreu devido a uma série de contratos fracassados e vários apelos aos concursos e contratos adjudicados. A primeira fase do projeto consiste de 9,6 km de linha subterrânea (com túneis duplos) com treze estações, e um depósito no leste fim da linha. O orçamento do projeto é de cerca de 1,1 bilhões de euros.
O Metrô de Salonica é semelhante ao Metro de Copenhaga ou Londres, Docklands Light Railway. É funcional com de 18 comboios em túneis separados em cada sentido. Tem também paredes de vidro com portas automáticas, na beira do cais, em cada estação, para aumentar a segurança. O projeto foi sendo construído por um consórcio grego-italiano e supervisionada pelo Attiko metro, a empresa que gere o Metro de Atenas.
Na sua construção, foram descobertos mais de 300.000 achados arqueológicos – muitos estão agora expostos nas estações.
Custou 3 mil milhões de euros.

## Estações
- Linha Principal
  - Neos Sidirodromikos Stathmos (Railway Station: OSE)
  - Dimokratias
  - Venizelou
  - Agia Sofia
  - Syntrivani
  - Panepistimio (Universidade)
  - Papafi
  - Efklidi
  - Fleming
  - Analipseos
  - Patrikiou
  - Voulgari
  - Nea Elvetia
- Kalamaria branch (quebra da principal filial após a Estação Patrikiou)
  - Nomarchia (Prefecture)
  - Kalamaria
  - Aretsou
  - Nea Krini
  - Mikra
- Stavroupoli branch (quebra da principal filial após a Estação Dimokratias)
  - Neapoli
  - Pavlou Mela
  - Stavroupoli
  - Polichni
  - Nikopoli

## Extensões
A primeira extensão inicial para Calamária (a sudeste), bem como a extensão a Stavroupoli (a norte) são agora parte da fase inicial de construção. A sua conclusão e datas são projetadas de 2014 e 2015, respectivamente. Outras extensões para Kordelio (a noroeste), ao aeroporto (para o sudeste) e para Toumba (a leste) estão sob consideração.

## Estacionamento de intercâmbio
Vários Estacionamento de intercâmbio, são instalações são planejadas para facilitar o grande número de veículos comuns na cidade. Estas incluem duas instalações, a Nova Estação Ferroviária cave com quatro níveis de 450 e 600 lugares de estacionamento, 650 espaços em três níveis em uma garagem no Nea Elvetia estação, e duas garagens de 1000 espaço sconstituído por quatro níveis cada base para um total de 3.700 espaços de carona no total.